# Айламазян, Эдуард Карпович
Эдуа́рд Ка́рпович Айламазя́н (род. 2 января 1940 года) — советский и российский учёный-медик, специалист в области акушерства и гинекологии, академик РАМН (1999), академик РАН (2013).

## Биография
Родился 2 января 1940 года в городе Егорьевске Московской области, в семье учителей.
В 1964 году окончил 2-й Московский государственный медицинский институт имени Н. И. Пирогова (ныне — Российский государственный медицинский университет). После окончания вуза по распределению работал в Карелии главным врачом районной больницы.
С 1965 года работает в 1-м Ленинградском медицинским институте имени академика И. П. Павлова (ныне — Первый Санкт-Петербургский государственный медицинский университет), где прошел путь от ординатора клиники до заведующего кафедрой.
В 1970 году защитил кандидатскую диссертацию на тему «Особенности сократительной деятельности матки при тазовом предлежании плода», в 1984 г. - докторскую диссертацию на тему «Новые подходы в диагностике и лечении позднего токсикоза беременных».
В 1986 году присвоено учёное звание профессора.
С 1988 года по март 2018 года — директор Института акушерства и гинекологии имени Д. О. Отта.
В 1994 году избран членом-корреспондентом, а в 1999 году — академиком Российской академии медицинских наук.
В 2013 году стал академиком РАН по Отделению медицинских наук (в рамках присоединения РАМН к РАН).

### Увлечения
- история
- особое пристрастие питает к боксу (в студенческие годы стал мастером спорта СССР)

## Научная деятельность
Под руководством Э. К. Айламазяна получили развитие такие направления научных исследований, как пренатальная диагностика наследственных и врожденных заболеваний, перинатология и эндокринология репродукции; в принципиальном плане решены вопросы диагностики внутриутробных инфекций у плода, проблема излечения его гемолитической болезни; внедрены в практическую деятельность методы хирургической коррекции пороков развития плода. Им сформулированы основные положения новой научной дисциплины — общей экологической репродуктологии, которые получили практическое подтверждение в области акушерства и гинекологии.
Сферой особых интересов Э. К. Айламазяна на протяжении многих лет являются неотложные состояния в акушерской и гинекологической практике, методы их интенсивной терапии и хирургической коррекции. Крупным вкладом в акушерство и перинатологию стали фундаментальные исследования Э. К. Айламазяна, раскрывающие закономерности и особенности становления межцентральных связей в коре головного мозга плода при гипоксии и гипотрофии вследствие позднего гестоза беременных, ставшие основой нового направления в акушерстве и перинатологии — клинической биоритмологии.
В лице Э. К. Айламазяна объединились две ветви петербургской-ленинградской школы акушеров и гинекологов — Строганова-Отта и Скробанского–Яковлева. Под руководством Э. К. Айламазяна получили свое развитие такие направления фундаментальных и прикладных научных исследований, как перинатология и перинатальная медицина, пренатальная диагностика наследственных и врожденных заболеваний плода, эндокринология репродукции.
Сферой особых интересов Э. К. Айламазяна на протяжении многих лет являются неотложные состояния в акушерской практике — аномалии сократительной деятельности матки, акушерские кровотечения, гестозы, невынашивание беременности, а также проблемы оперативного родоразрешения.
Под руководством Э. К. Айламазяна получили интенсивное развитие перинатальная медицина и её основные направления — пренатальная диагностика врождённых и наследственных заболеваний, фетальная кардиология, нефрология, фармакология и фетохирургия. Так, обоснована целесообразность и сформулирована концепция «Генетической карты беременной», цель которой - раннее выявление женщин групп высокого риска по рождению детей с наследственной и врожденной патологией.
Крупным вкладом в акушерство и перинатологию стали фундаментальные исследования Э. К. Айламазяна, раскрывающие закономерности и особенности становления межцентральных связей в коре головного мозга плода при гипоксии и гипотрофии плода, ставшие основой нового направления в акушерстве и перинатологии – клинической биоритмологии. Итогами этих работ стали принципиально новые методы оценки состояния внутриутробного плода.
Автор более 300 научных и учебно-методических работ, опубликованных в отечественной и зарубежной литературе, в том числе учебника «Акушерство» для студентов медицинских вузов, книг по актуальным вопросам неотложных состояний в акушерстве и гинекологии — «Неотложная помощь при экстремальных состояниях в гинекологии» и «Неотложная помощь при экстремальных состояниях в акушерстве».
В 1997 году организовал и возглавил новую кафедру акушерства и гинекологии на медицинском факультете Санкт-Петербургского государственного университета, с 2002 года — профессор кафедры.
Под его руководством подготовлено 20 докторских и более сотни кандидатских диссертаций.

### Научно-организационная деятельность
- член президиума Северо-Западного отделения РАМН;
- эксперт ВОЗ;
- академик Международной академии национальной экологической безопасности;
- почётный доктор Национальной академии наук Армении;
- член Европейской ассоциации акушеров-гинекологов;
- главный акушер-гинеколог Санкт-Петербурга и Северо-Западного региона; председатель ассоциации акушеров и гинекологов Санкт-Петербурга и Северо-Западного региона России; вице-Президент Российской ассоциации акушеров-гинекологов[4]
- возглавлял проблемную комиссию «Экология и репродуктивная функция женщины» Научного совета по акушерству и гинекологии РАМН
- главный редактор журнала «Акушерство и женские болезни»
- член редакционных коллегий и советов многих отечественных и зарубежных изданий, в том числе Большой медицинской энциклопедии (IV издание)

## Награды
- Премия Правительства Российской Федерации в области науки и техники (2001) — за разработку и внедрение мер по охране репродуктивного здоровья женщин при воздействии вредных факторов окружающей, в том числе производственной, среды
- Орден «За заслуги перед Отечеством» IV степени (2016)[5]
- Заслуженный деятель науки Российской Федерации (1993)
- Орден Дружбы (1997) — за большие заслуги в развитии отечественной медицинской науки
- лауреат премии имени академика И. П. Павлова (2003) — за выдающиеся достижения в области перинатологии и перинатальной медицины, пренатальной диагностики наследственных и врожденных заболеваний
- премия СПбГУ «За научные труды» (2009)
- Почётный гражданин Санкт-Петербурга (22 мая 2024 года)[6]